# 中谷雄英
中谷 雄英（なかたに たけひで、1941年7月9日 - ）は、日本の柔道家・柔道指導者。講道館9段を取得。
1964年東京オリンピック柔道男子68kg級金メダリストでオリンピック柔道競技、最初の金メダル獲得者である。身長167cm。

## 来歴
広島県広島市出身。兄弟4人がすべて黒帯という柔道一家に生まれ、12歳から柔道を始める。広島市立袋町小学校・広島市立国泰寺中学校・山陽高等学校(一学期)・広陵高等学校・明治大学卒業。広陵高校時代には広島の姿三四郎の異名をとった。二段モーションからの素早い左小外刈である二段小外刈を中心に、背負投、足技と特に寝技の巧みなオールラウンドで堅実な柔道で知られた。しかし進んだ明治大学は当時、村井正芳、鳥海又五郎、坂口征二、関勝治らを揃えた黄金時代だったため、団体戦ではレギュラーに入れなかった。柔道が初めて正式競技となった1964年の東京オリンピックの軽量級（68kg以下）の選考過程においても闘志を内に秘めるタイプで、責任重大な初戦、更に外国人相手では不利と見られていたが、オリンピック選手村に入る数日前、ギリギリでの発表でオリンピック代表の座を射止めた。
1964年、10月21日、全勝の使命を背負って臨んだニッポン柔道の先陣を切り、オール一本勝ちの完全勝利。試合時間合計、わずか9分間で柔道競技史上最初のオリンピック金メダルを獲得。新装直後だった日本武道館のセンターポールに、柔道最初の日の丸を揚げた。しかし代表になれれば金メダルは確実と言われた時代であり、当時の柔道界は「無差別こそ柔道」という雰囲気が強く、その無差別級で神永昭夫がアントン・ヘーシンク（オランダ）に敗れたため、あまり祝福されることはなかった。この悔しさをバネに、その後、柔道界の最高峰、体重無差別の全日本選手権に三度出場を果たし、柔道家としての意地を見せた。
明大卒業後は三菱レイヨンに5年間勤務。その後西ドイツ代表ナショナルコーチに就任し地元開催のミュンヘンオリンピックまでの3年間を指導。軽重量級のバルト、重量級のグラーンらのメダリストを育てた。
1973年から広島に戻り、家業の宝石店を経営。また全日本柔道連盟理事、広島県柔道連盟理事長などの要職に就き後進の指導にあたる。
競技振興の功績により2003年、藍綬褒章、2011年、旭日双光章受章。2012年4月28日には講道館創立130周年記念式典にて9段に昇段し、赤帯を許された。2021年に文化功労者。

## 主な戦績
- 1963年 - プレオリンピック大会 軽量級 2位
- 1964年 - モスクワ国際 軽量級 優勝
- 1964年 - 東京オリンピック 軽量級 優勝
- 1966年 - 選抜体重別 中量級 優勝
- 1967年 - 世界選手権 軽中量級 3位